# Heinrich Ernst Kniepkamp
Heinrich Ernst Kniepkamp était un ingénieur et militaire allemand, directeur et coordinateur de travaux sur la création de véhicules et du transport militaire de la Wehrmacht, ainsi que conseiller ministériel sous le Troisième Reich. Il fut en particulier ingénieur en chef et codirecteur du Waffenprüfamt 6 (Wa Prüf 6 - Département de développement des chars et véhicules blindés) au sein du Heereswaffenamt et de ce fait fortement impliqué dans l'étude, la conception et l'emploi des panzers au sein de l'Arme blindée.

## Biographie
Vétéran de la Première Guerre mondiale, il est diplômé après-guerre de l'Institut de technologie de Karlsruhe. Après avoir été ingénieur pour diverses firmes, il intègre en janvier 1926 l'Office de l'armement (Heereswaffenamt) et participe à la conception de semi-chenillés avant de créer les premiers centres d'essai. À partir de 1932, il définit les exigences à concrétiser pour l'élaboration des chars de combat. En 1936, il est nommé responsable de la conception de nouveaux chars. Durant la Seconde Guerre mondiale, il dirige le département des armes no 6 (Waffenprüfamt 6) au sein du Ministère de la Défense du Reich. En tant que conseiller de Gestion de l'armement (Oberbaurat) et paré de son autorité de spécialiste, il discutera de l'opportunité de l'utilisation des différents modèles de blindés dans les opérations de combat au plus haut niveau de l’état. Il doit néanmoins composer avec la mainmise des industries de l'armement et la volonté, souvent changeante ou inopportune, d'Adolf Hitler. Obtus, il est parfois mal inspiré et privilégie les détails innovants au détriment d'une adaptation pratique ; il n'hésite pas à favoriser des firmes telle M.A.N., son ancien employeur, pour le développement du Panther. Vers la fin du conflit, il participe activement à la planification pragmatique de la Entwicklungsserie.
Après la capitulation et sa capture, il est innocenté de toute implication à des crimes nazis et libéré. En 1946, il ouvre un bureau technique à Heilbronn sur le Neckar. Spécialisé dans les transmissions de voiture, il élabore de nouveaux modèles de châssis à chenilles, des machines et des tracteurs. Dans les années 1960, il est conseiller dans le programme StandardPanzer, qui aboutira à la création du char Léopard I.
Il prend sa retraite en 1973 et décède le 30 juillet 1977 à Heilbronn.

## L'ingénieur et l'administrateur
Parmi les projets auxquels il participa activement figurent les :
- Moto chenillée NSU HK-101 Kettenkrad.
- Projets de VK.45 puis du Tigre.
- Projets de VK.20, VK.24, VK.30 jusqu'au Panther.
- Modernisation du Pz.Kpfw.I (Ausf.F ou VK.1801).
- Toute la série Entwicklung, E-10, E-25 E-50, E-75 et E-100.
- Panzerkampfwagen VIII «Maus».
- Conception de la suspension du blindé suisse Panzer 61
- Prototypes VTT pour la Bundeswehr avec suspension hydropneumatique.
- MBT Leopard I.

Il est à l'origine de plus de 50 inventions, dont des dispositifs de freinage qui furent déposés aux États-Unis.